# البطولة الوطنية للروبوت (ليبيا)
البطولة الوطنية للروبوت هي منافسة روبوت محلية ليبية حسب معايير الاتحاد العربي للروبوت وتنظمها هكسا كونكشن. يفترض أن تنظم للمرة الأولى في 23 أبريل 2018.

## تاريخ
في يناير 2018، أعلنت هكسا كونكشن عن عزمها تنظيم البطولة الوطنية الأولى للروبوت في ليبيا، وذلك بعد أشهر من إعلانها عن عضويتها في الجمعية العربية للروبوت. في مطلع فبراير، أعلنت المنظمة أن المسابقة ستحتوي على ثلاث أنواع من التحديات، المتمثلة في:
1. تحدي جمع الكرات بواسطة الروبوت
2. تحدي السومو للروبوت
3. تحدي تتبع المسار

#### البطولة الوطنية الأولى
أقيمت البطولة بمشاركة 50 فريقاً و120 متسابقاً من مختلف المناطق التعليمية والمؤسسات التقنية. هدفت هذه الفعالية إلى تعزيز الوعي التقني بين الشباب وتشجيع استخدام التكنولوجيا لحل المشكلات.كانت أهداف البطولة تشمل:
- تعزيز الابتكار والتفكير الإبداعي.
- تشجيع الشباب على البرمجة واستخدام التكنولوجيا.
- تطوير مهارات حل المشكلات التقنية.

###### الفئات والتحديات
اشتملت البطولة على فئات متنوعة، أبرزها:
- تصميم وبرمجة الروبوتات.
- تحديات هندسية مبتكرة.
- حل مشكلات تقنية باستخدام الأدوات الحديثة.

###### الدعم والرعاية
تلقت البطولة دعمًا محليًا ودوليًا، وساهمت في تعزيز مهارات الشباب في مجالات التكنولوجيا، ما يساعد على بناء اقتصاد وطني قائم على الابتكار.

###### الأثر
حققت البطولة تأثيرًا إيجابيًا من خلال تطوير القدرات التقنية للمشاركين، وزيادة الوعي بأهمية التكنولوجيا، ما أدى إلى خلق فرص مستقبلية واعدة للشباب.